# Blyth (Nottinghamshire)
Blyth is een civil parish in het bestuurlijke gebied Bassetlaw, in het Engelse graafschap Nottinghamshire. De plaats ligt aan de rivier Ryton.